# Mauro Simonetti
Mauro Simonetti (ur. 14 lipca 1948 w Livorno, zm. w 1986) – włoski kolarz szosowy, brązowy medalista olimpijski.

## Kariera
Największy sukces w karierze Mauro Simonetti osiągnął w 1968 roku, kiedy wspólnie z Pierfranco Vianellim, Vittorio Marcellim i Giovannim Bramuccim zdobył brązowy medal w drużynowej jeździe na czas podczas igrzysk olimpijskich w Meksyku. Był to jedyny medal wywalczony przez Simonettiego na międzynarodowej imprezie tej rangi oraz jego jedyny start olimpijski. Ponadto Włoch wygrał między innymi Gran Premio Città di Camaiore w 1970 roku, Coppa Ugo Agostoni w 1972 roku i Coppa Sabatini rok później. W 1971 roku wygrał jeden z etapów Tour de France, ale w klasyfikacji generalnej zajął 19. pozycję. Kilkakrotnie startował także w Giro d'Italia, najlepszy wynik osiągając w 1970 roku, kiedy zajął 21. miejsce w klasyfikacji generalnej. Nigdy nie zdobył medalu na szosowych mistrzostwach świata.